# 前田展明
前田 展明（まえだ てんめい、1975年7月2日－）は、株式会社前田家の代表取締役、有限会社リベロファクトリーの取締役専務、小さな飲食店を応援する会（CSS）主催。福岡県北九州市出身。19歳のとき、宅配飲食店「釜めしもよう」を開業。北九州市に本社を置き、釜飯専門店「釜めしもよう」と「釜のや」を全国展開している。

## 活動
日本文化のひとつ釜飯をより身近に、より多くの人に食べてもらいたいとの思いから、毎月1日を「釜飯の日」に設定。平成20年8月25日、日本記念日協会より日本の記念日として認定される。最近は、衰退を続ける中小飲食店の活性化に奮闘している。飲食店で働く人々の地位向上の活動、日本の食文化保護にも取り組んでいる。